# Deutscher Vergabe- und Vertragsausschuss für Bauleistungen
Der Deutsche Vergabe- und Vertragsausschuss für Bauleistungen (DVA) ist ein nichtrechtsfähiger Verein mit Sitz in Berlin.
Seine Aufgabe ist es, für die Vergabe und Abwicklung von öffentlichen Bauaufträgen Grundsätze zu erarbeiten und weiterzuentwickeln. Weiterhin beschäftigt sich der DVA mit der Erstellung von Regelwerken zur Rationalisierung des Bauwesen mittels elektronischer Datenverarbeitung. Die Zusammensetzung und die Aufgabeninhalte sind in seiner Satzung festgelegt. Vorrangig besteht er aus Vertretern aller wichtigen öffentlichen Auftraggeber wie zum Beispiel kommunaler Spitzenverbände sowie Spitzenorganisationen der Wirtschaft und der Technik.
Die Erledigung seiner Aufgaben erfolgt durch vier Hauptausschüsse. 
- Der Hauptausschuss Allgemeines befasst sich mit der Vergabe- und Vertragsordnung für Bauleistungen Teil A und Teil B.
- Der Hauptausschuss Hochbau und
- der Hauptausschuss Tiefbau

sind beide für die Aufstellung und Überarbeitung der Allgemeinen Technischen Vertragsbedingungen (ATV) des Teiles C der VOB zuständig
- Der Hauptausschuss Gemeinsamer Ausschuss Elektronik im Bauwesen (GAEB) befasst sich mit der Rationalisierung im Bauwesen mittels EDV.

## Weblink
- Deutscher Vergabe- und Vertragsausschuss für Bauleistungen (DVA)